# Erpornis zantholeuca
La yuhina ventriblanca o erpornis ventriblanca (Erpornis zantholeuca), es una especie de ave paseriforme perteneciente (provisoriamente) a la familia Vireonidae. Es la única en el género monotípico Erpornis. Por mucho tiempo fue colocada en la familia Timaliidae, hasta que se descubrió que no tenía ninguna relación con esta familia, y que estaba más próxima a los vireónidos del Nuevo Mundo. Es nativa del sureste de Asia.

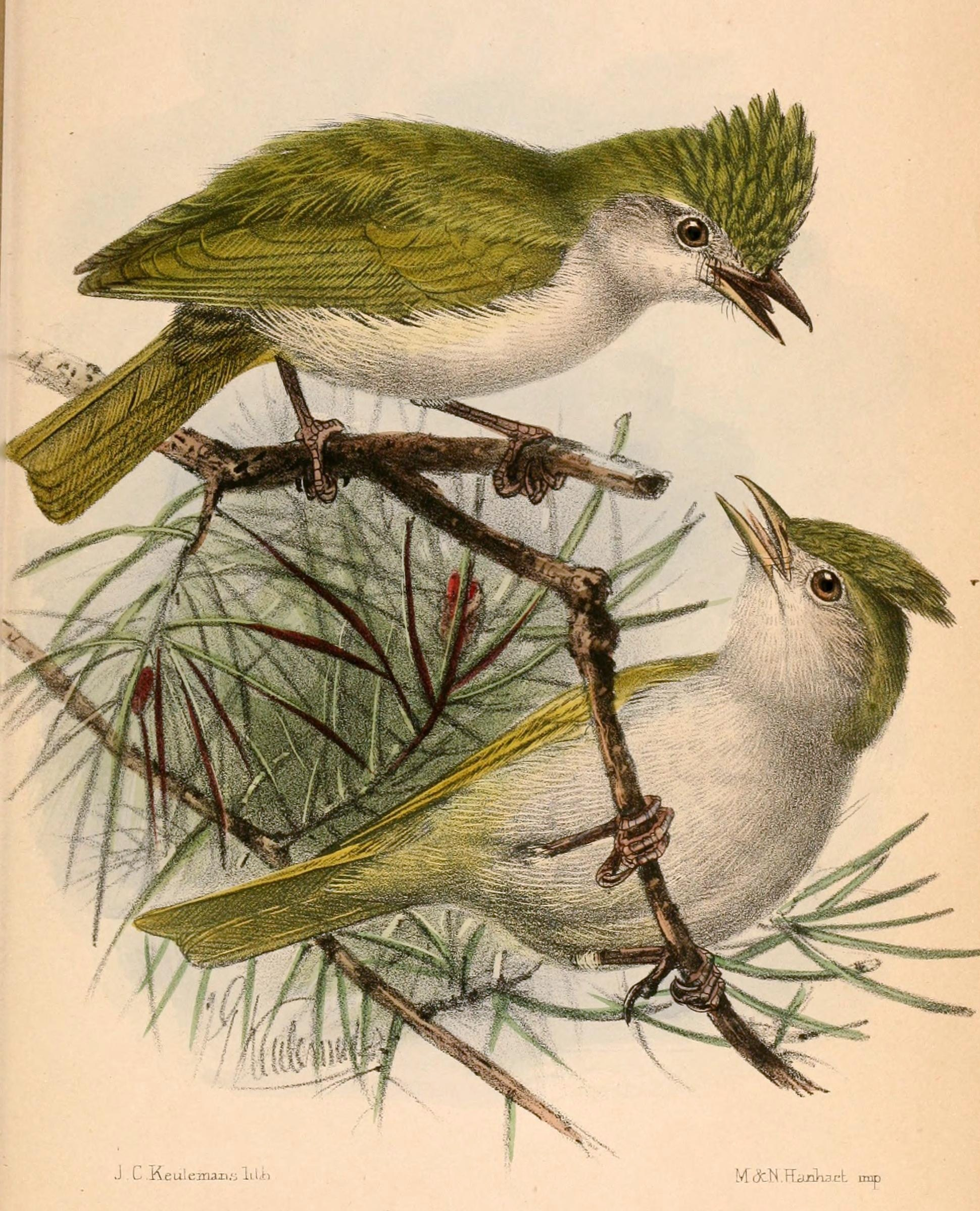
Erpornis zantholeuca tyrannulus, ilustración de Keulemans, 1870.

## Distribución y hábitat
Se distribuye por Nepal, Bután, noreste de India, este de Bangladés, sur y sureste de China, Myanmar,
Laos, Camboya, Vietnam, Tailandia, Taiwán, Brunéi, Indonesia y Malasia.
Su hábitat preferencial es la selva húmeda montana tropical y subtropical.

## Sistemática

### Descripción original
La especie E. zantholeuca y el género Erpornis fueron descritos por primera vez por el zoólogo británico Edward Blyth en 1844 bajo el mismo nombre científico; localidad tipo «Nepal».

### Taxonomía
Esta especie estuvo tradicionalmente situada en la familia Timaliidae, en el género Yuhina, y también en Stachyris, hasta que en 2002, los datos genético-moleculares de Cibois et al., 2002, confirmaron la antigua sospecha de que no existe relación con ninguno de estos géneros; más allá, estudios recientes de Barker et al., 2004, Reddy & Cracraft, 2007 y Reddy, 2008, confirman que esta especie está cercana a los vireónidos del Nuevo Mundo; las principales clasificaciones la sitúan actualmente en esta familia.

### Subespecies
Según la clasificación del Congreso Ornitológico Internacional (IOC) (Versión 6.2, 2016) y Clements Checklist v.2015,  se reconocen 8 subespecies, con su correspondiente distribución geográfica. La variación geográfica es trivial, y algunas subespecies pueden no encontrar soporte; como, griseiloris, sinonimizada con tyrannulus, y sordida e interposita con la nominal.
- Erpornis zantholeuca zantholeuca Blyth, 1844 - al oriente de los Himalayas hasta el norte de Myianmar, sur de China (Yunnan) y oeste de Tailandia.
- Erpornis zantholeuca tyrannulus Swinhoe, 1870 - noreste de Tailandia hasta el sur de China (sureste de Yunnan), norte de Indochina y Hainan.
- Erpornis zantholeuca griseiloris Stresemann 1923 - sureste de China (Fujian, Guangdong, oeste de Guangxi, sureste de Yunnan); Taiwán.
- Erpornis zantholeuca sordida Robinson & Kloss, 1919 - meseta del extremo este de Tailandia hasta el sur de Indochina.
- Erpornis zantholeuca canescens Delacour & Jabouille, 1928 - del sureste de Tailandia al oeste de Camboya.
- Erpornis zantholeuca interposita Hartert, 1917 - península malaya (desde el distrito Mergui e istmo de Kra hasta Johor.
- Erpornis zantholeuca saani Chasen, 1939 - noroeste de Sumatra.
- Erpornis zantholeuca brunnescens Sharpe, 1876 - Borneo.